# Verwaltungsgemeinschaft Effeltrich
In der Verwaltungsgemeinschaft Effeltrich im oberfränkischen Landkreis Forchheim haben sich folgende Gemeinden zur Erledigung ihrer Verwaltungsgeschäfte zusammengeschlossen:
1. Effeltrich, 2546 Einwohner, 11,93 km²
2. Poxdorf, 1537 Einwohner, 5,17 km²

Sitz der Verwaltungsgemeinschaft ist die Gemeinde Poxdorf.
Die Körperschaft war ursprünglich als Verwaltungsgemeinschaft Langensendelbach gegründet worden. Infolge der Entlassung der Gemeinde Langensendelbach mit Wirkung ab 1. Januar 1980 erfolgte die Umbenennung und Verlegung des Sitzes. Derzeit befindet sich der Sitz aufgrund der Sanierung des Rathauses in Effeltrich in der Gemeinde Poxdorf.